# Бренно, Уильям
Уильям Бренно (англ. William Brennaugh; 13 августа 1877, Брэмптон, Великобритания — 23 октября 1934, Гамильтон, Онтарио, Канада) — канадский игрок в лакросс, чемпион летних Олимпийских игр 1904.
На Играх 1904 в Сент-Луисе Бренно входил в состав первой сборной Канады. Его команда выиграла у команды США и сразу же заняла первое место, выиграв золотые медали.